# Cymodoce aspera
Cymodoce aspera är en kräftdjursart som först beskrevs av William Aitcheson Haswell 1881.  Cymodoce aspera ingår i släktet Cymodoce och familjen klotkräftor. Inga underarter finns listade i Catalogue of Life.